# 奇女子
《奇女子》（英語：Enigma），香港麗的電視製作的時裝電視劇，於1979年3月19日首播。監製麥當雄，劇集以女性角色為故事主線，是麗的電視唯一一套達百集的長篇劇。故事藍本為有以「奇女子」之稱的狄娜身世所改編，並由當時麗的電視叫座的一線女星魏秋樺擔綱演出。
劇集講述由魏秋樺飾演的女主角宋芳婷如何由平庸出身的少女，借著她那種堅持、野心和記仇的態度，演變成後來要提高知名度，成為有力玩弄於男人之間的奇女子。

## 主要演員
- 魏秋樺 飾 宋芳婷（Kitty）
- 苗金鳳 飾 宋梁桂鳳
- 容惠雯 飾 宋芳華
- 李影 飾 簡若琪（Peggy)
- 萬梓良 飾 李康瑞（Lawrence）
- 苗可秀 飾 柳青青
- 王偉 飾 簡銳明
- 江圖 飾 鄧昌
- 熊德誠 飾 李博文
- 阮佩珍 飾 譚詠雯（Winnie）
- 馮真 飾 譚鄺美如
- 鮑漢琳 飾 譚永泰
- 白茵 飾 簡敏詩
- 林錦棠 飾 林浩
- 何廣泰 飾 劉植康
- 林國雄 飾 簡若愚
- 黃植森 飾 凌永然
- 唐若菁 飾 李莊淑雲
- 梁天 飾 吳世雄
- 盧遠 飾 高尚禮
- 黃宗保 飾 穆繼祥
- 陳振華 飾 吳蘇得（蘇雄）
- 羅石青 飾 何紹明（Simon）
- 吳桐 飾 駱燦
- 張之玨 飾 嚴卓光（Tony）
- 凌漢 飾 羅威
- 關月明 飾 羅玉珍
- 李月清 飾 羅母
- 李亨 飾 李德誠
- 李壽祺 飾 李德信
- 湯錦棠 飾 他納
- 黃夏蕙 飾 文景生夫人
- 小麒麟 飾 何強
- 莫慶忠 飾 巴博
- 蘇淑萍 飾 梁慧芝
- 梁漢威 飾 江昭凡
- 亦嘉 飾 杜瑩瑩
- 盧宛茵 飾 高尚禮妻
- 陸柱石 飾 謝天豪
- 倫志文 飾 May
- 劉緯民 飾 Allan

## 軼事
魏秋樺本來在劇集《變色龍》中擔綱演出女主角，由於被調配拍攝本劇，需在《變》劇第45集中，被安排自殺身亡提早結束角色。
荒謬的是，5年後友台無綫電視編劇安排馬評人熊良錫退出處境喜劇《香港八四》的方法竟然是採用相似的悲劇模式（在銀行劫案中被殺）。

## 外部参考
- 奇女子劇集介紹